# 安徽省蚌埠监狱
安徽省蚌埠监狱是位于中国安徽省蚌埠市的一个监狱。成立于1958年，为中型监狱。安徽省蚌埠监狱警职工近500人，2006年开始建设新监狱，并于2009年11月27日迁入新址。